# Partido Nacional Independiente (España)
Partido Nacional Independiente (PNI) fue un partido político español existente entre 1977 y 1980.

## Historia
El partido fue inscrito oficialmente ante el Ministerio del Interior el 4 de agosto de 1977. Definía como su objetivo «unir a patrones y trabajadores» y señalaba que entre su base militante se encontraban «pequeños y medianos empresarios profesionales liberales y asalariados».
Fue, junto con el Partido Conservador Español, Centro Popular, y Conservadores e Industriales de Valencia y Castellón, uno de los promotores de la efímera coalición denominada Nueva Derecha Española, constituida el 25 de enero y presentada oficialmente el 9 de mayo. Varios de los partidos posteriormente constituyeron la Derecha Democrática Española.
En 1980 presentaron candidaturas a las elecciones al Parlamento de Cataluña, en las cuales obtuvieron 4741 votos y ningún escaño.